# フランシス・ホワイト (外交官)
フランシス・ホワイト（Francis White, 1892年3月4日 - 1961年2月23日）は、アメリカ合衆国の外交官、官僚。

## 生涯
1892年3月4日、メリーランド州ボルチモアにて誕生。1915年に国務省に入省し外交部へ配属。
1927年2月26日、国務次官補に任命され翌日2月27日に着任。1933年7月2日まで国務次官補を務めた。
1933年6月13日、駐チェコスロバキア公使に任命され、同年9月7日に信任状を奉呈。1933年11月30日に辞任するまで同公使を務めた。辞任後は国務省を離れ、非営利法人公債証書所有者保護協会で副社長となる。その後、同協会社長となった。
1953年3月11日、駐メキシコ大使に任命され、同年4月28日に信任状を奉呈。1957年6月30日に辞任するまで同大使を務めた。
1957年6月3日、駐スウェーデン大使に任命され、同年9月17日に信任状を奉呈。1958年12月9日に辞任するまで同大使を務めた。
1961年2月23日、メリーランド州ボルチモアの自宅で心臓病のため死去。